# Ronny Büchel
Ronny Büchel (Vaduz, 19 maart 1982) is een Liechtensteins voormalig voetballer die speelde als aanvaller.

## Carrière
Büchel maakte zijn profdebuut voor FC Vaduz en stapte snel over naar BSC Young Boys. Ook hier speelde hij maar kort en keerde terug naar FC Vaduz. Nadien speelde hij geen profvoetbal meer en speelde nog voor clubs in Zwitserland en Liechtenstein. Achtereenvolgens speelde hij voor FC Chur 97, USV Eschen/Mauren, FC Ruggell waar hij speler-trainer was, FC Buchs, FC Triesen en FC Triesenberg.
Hij speelde 72 interlands voor Liechtenstein waarin hij niet tot scoren kwam. Hij maakte op zestien jarige leeftijd zijn debuut voor het nationale elftal in een met 2-1 gewonnen wedstrijd tegen Azerbeidzjan in de kwalificatie voor het EK voetbal 2000.
Hij was ook een tijdje jeugdcoach van het Liechtensteins voetbalelftal.